# Salacia mayumbensis
Salacia mayumbensis är en benvedsväxtart som beskrevs av Arthur Wallis Exell och Mendonca. Salacia mayumbensis ingår i släktet Salacia och familjen Celastraceae. Inga underarter finns listade.